# Sepaicutea costata
Sepaicutea costata là một loài bọ cánh cứng trong họ Cerambycidae.